# Doug Frost
Doug Frost (Nascido em Orange, New South Wales, em 11 de Novembro de 1943) é um nadador australiano, possivelmente melhor conhecido como o treinador de Ian Thorpe.
Ele foi feito membro do "Honor of Life" (Honra da Vida) da Associação dos Treinadores Australianos de Natação (Australian Swim Coaches Association) e do Padstow Swim Club, New South Wales.